# Моторичко знање
Моторичко знање је знање о покрету физичког тела.

## Меморија покрета
Моторичко знање сачињавају покрети или скупови покрета. Скупови покрета могу бити организовани на одређени начин или неорганизовани.
Моторичка знања тело чува у меморији покрета или кинестатичкој меморији. На основне покрете попут ходања надовезују се сложенији покрети и кретања.
- Учење је као веслање узводно - ако не напредујете, значи да се крећете уназад (Кинеска народна пословица).

## Повећање меморије покрета и здравствени ефекти
Повећање меморије покрета или увећање фонда моторичког знања утиче на:
- унапређење здравља,
- побољшање конативних и когнитивних способности[1] и
- успостављање опште нервно-моторне уравнотежености[2].

Меморија покрета се повећава учењем нових покрета или скупова нових покрета.

## Утицај повећања меморије покрета
Претпоставка:
Извођење и памћење дугачких низова покрета утиче на знатно побољшање перцептивних и интуитивних способности код људи.
Приликом извођења наученог низа покрета врши се утицај на меморију покрета који опет посредно утиче да се други мисаони садржаји не испољавају. Ово једноставно оптерећивање меморије покрета и развијање нових нервно-моторних веза утиче на уочавање стања унутрашње тишине или одсуства унутрашњих мисаоних садржаја што је једна од основа за интуитивно деловање, а самим тим и простор за слободну перцепцију.
За сваку вештину слободна перцепција је неопходна јер деловање на основу мисаоних садржаја или деловање под пресијом мисаоних садржаја обично не даје квалитетне резултате. Самим тим слободна перцепција подразумева деловање без мисаоних садржаја или уз минималне мисаоне садржаје. Слободна перцепција и инуитивно деловање су директно повезани и најбоље делују истовремено.